# Widerhaken

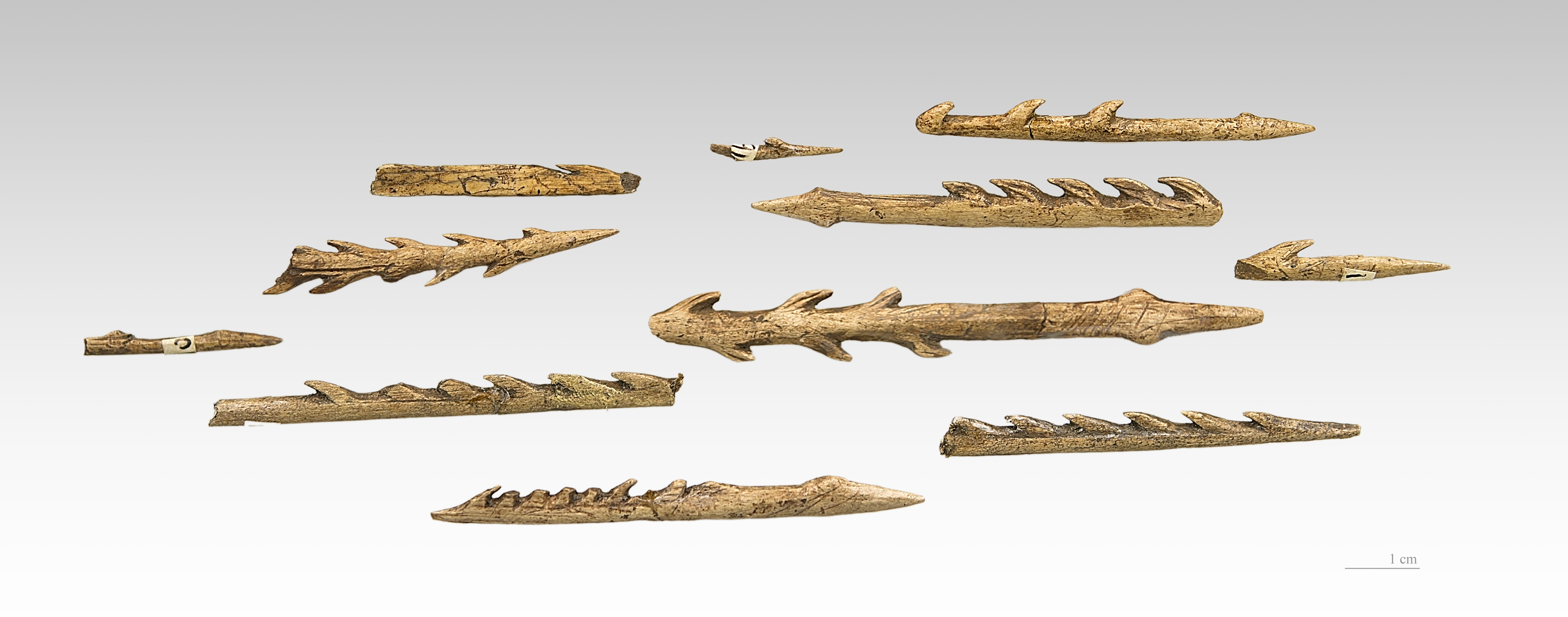
Harpunen aus der Steinzeit mit Widerhaken

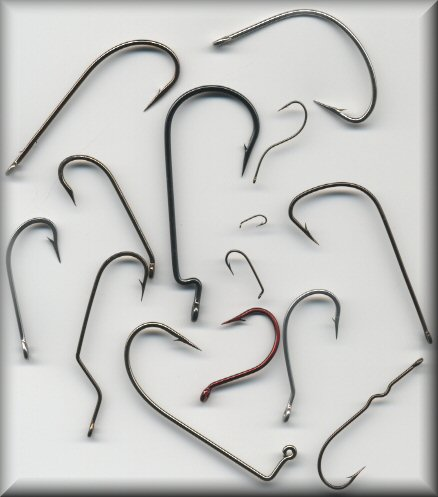
Angelhaken mit Widerhaken

Ein Widerhaken ist ein Haken, der rückwärtsgerichtet an einem Gegenstand angebracht ist und dadurch verhindert, dass dieser herausgezogen werden kann.
Widerhaken werden beispielsweise bei Jagdwaffen wie Angelhaken, Harpunen oder Pfeilspitzen benutzt.
Ungefährliche Widerhaken machen z. B. die eine Seite des Klettverschlusses aus. Sie sind aber auch bei Abfalltonnen mit Verschlussmechanismen gebräuchlich, die nicht mehr geöffnet werden dürfen, z. B. schwach radioaktiver, infektiöser oder sonstiger kontaminierter Abfall in Krankenhäusern, so wie auch Kanülenabwurfbehälter.

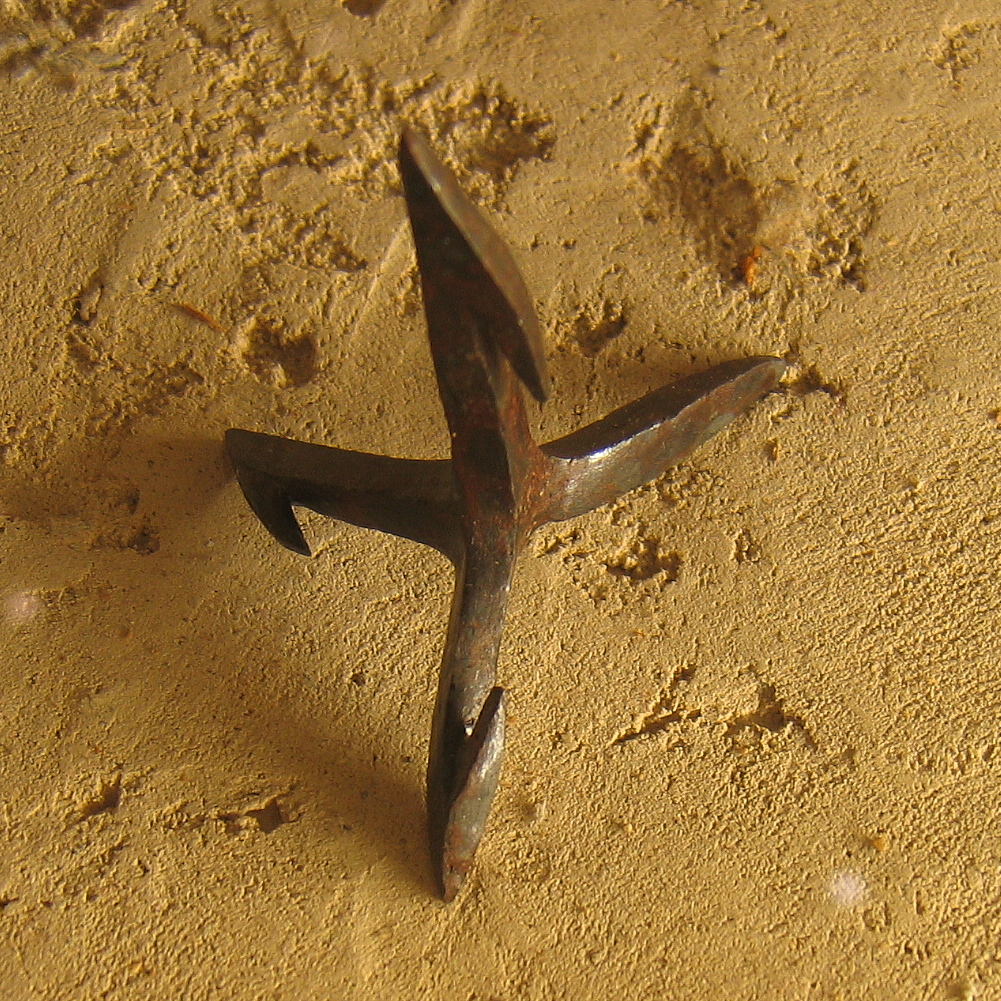
Antiker römischer Krähenfuß – Annäherungshindernis mit Widerhaken